# Cioroboreni, Mehedinți
Cioroboreni este un sat în comuna Jiana din județul Mehedinți, Oltenia, România.

## Așezare
Satul se află situat în partea sud-estică a județului Mehedinți, în Câmpia Blahniței, lângă orașul Vanju Mare și la o distanță de 36 km de municipiul Drobeta Turnu Severin. Cioroboreniul este traversat de Drumul Județean 562A care leagă localitatea de Vanju Mare și municipiul Drobeta Turnu Severin prin Drumul Național 56A.

## Istorie
Biserica ortodoxă din localitatea Cioroboreni, construită în anul 1902 

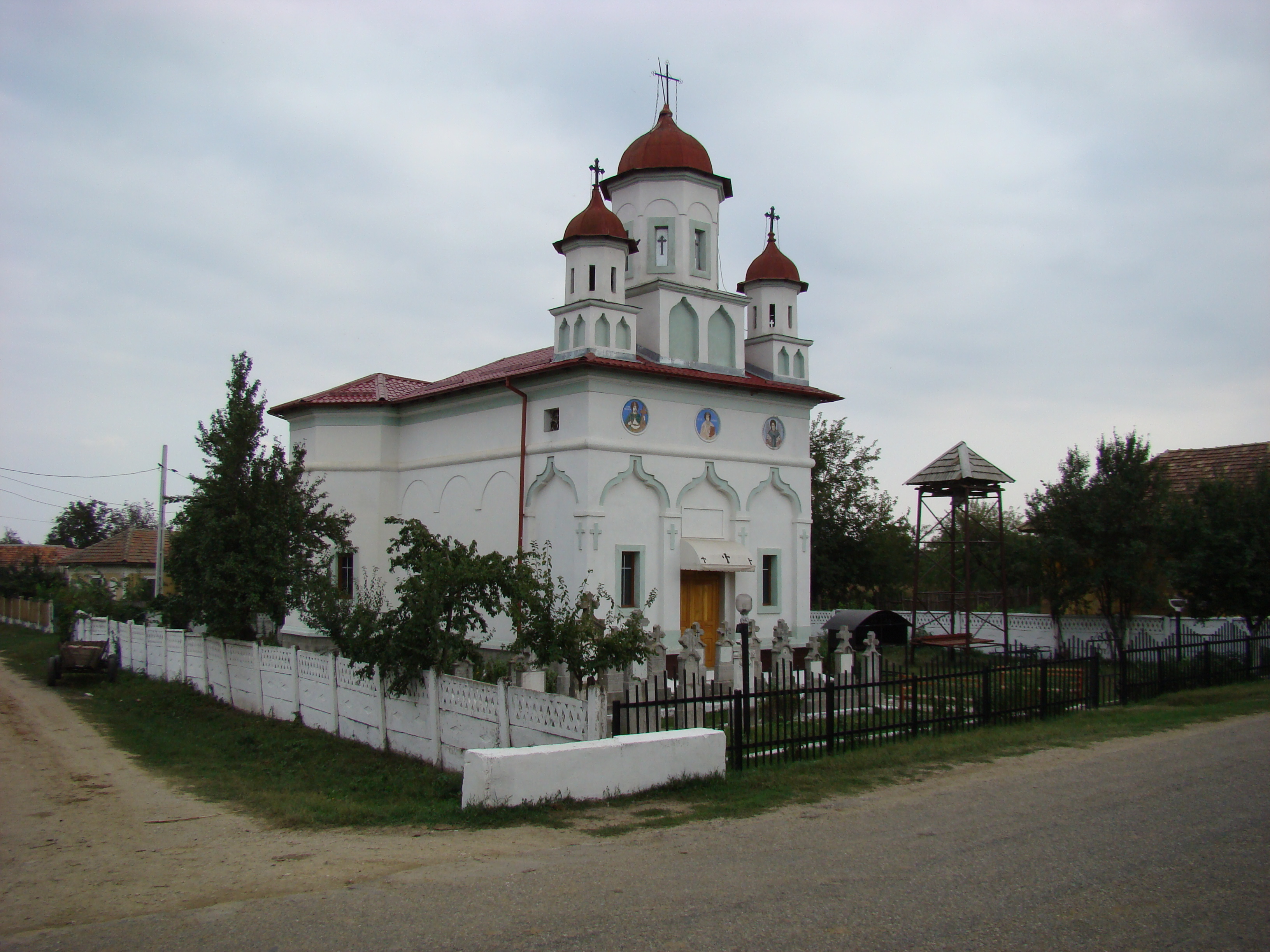
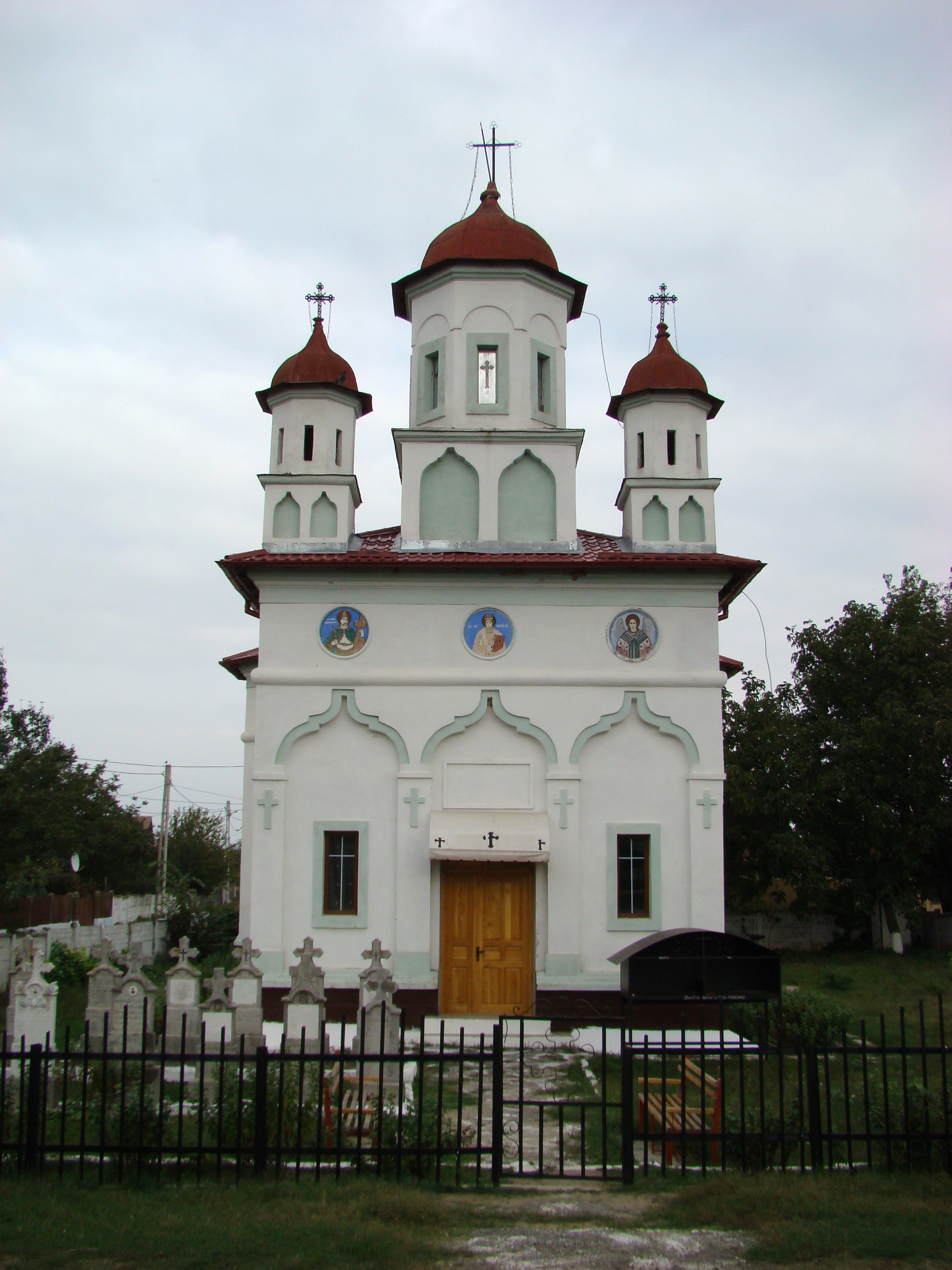
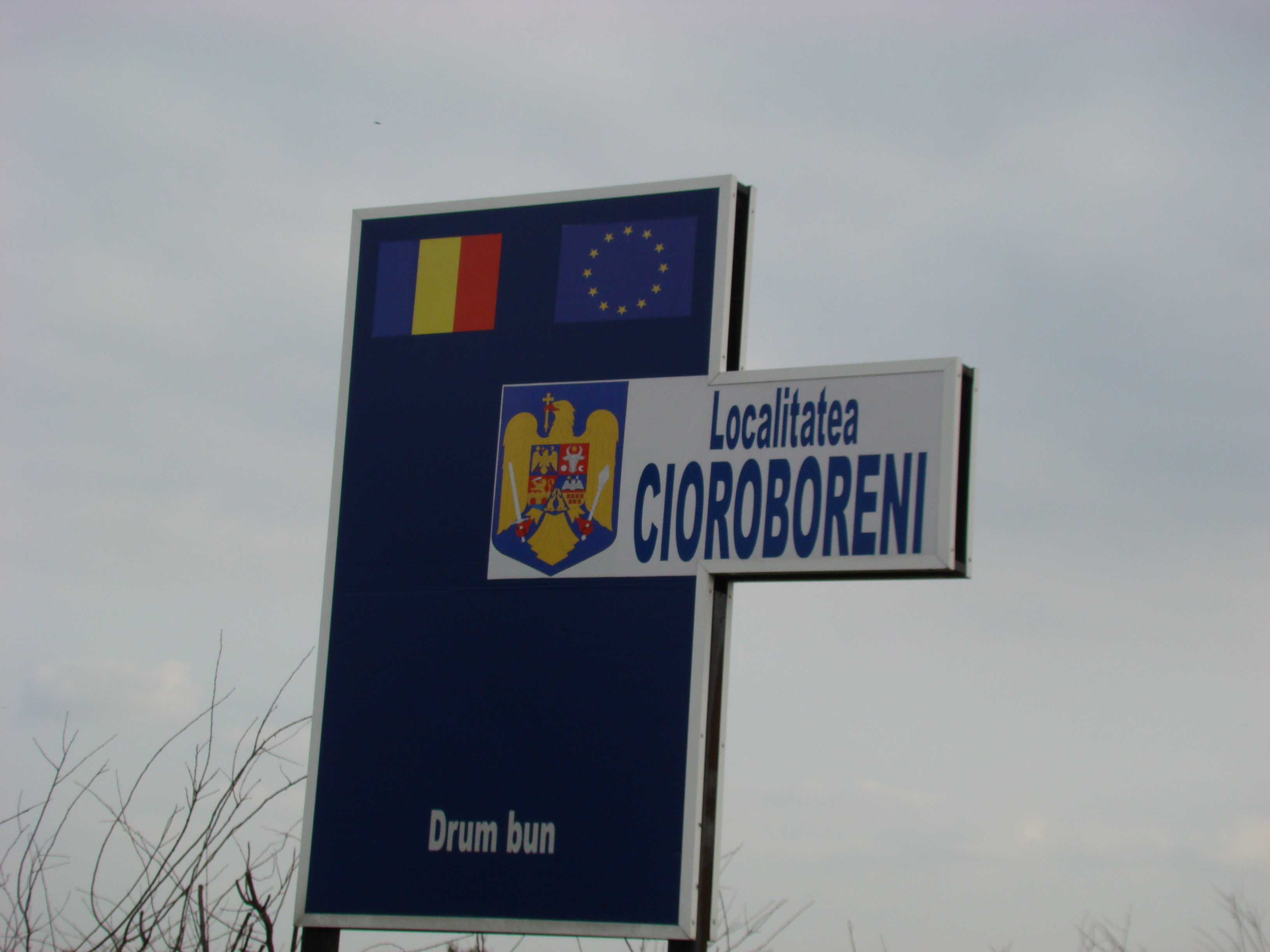

Conform Marelui Dicționar Geografic al Romaniei (vol. II) alcătuit de către George Ioan Lahovari, C. I. Brătianu și Grigore Tocilescu între anii 1898–1902, comuna Ceoroboreni, așa cum apare menționată în această lucrare, se afla în județul Mehedinți, făcea parte din plasa Blahnita-Cîmpul care avea reședința la Vânjul-Mare și era situată la o distanță de 35 km față de Turnu Severin. Localitatea așezată pe un loc polejnic, în mijlocul unei câmpii întinse, forma o comună singură fără a avea în componență alte sate. La începutul secolului XX  comuna Ceoroboreni avea 760 de locuitori dintre care 120 de contribuabili. Aceștia locuiau în 154 de case și aveau în posesie 38 de pluguri, 83 de care cu boi și 8 căruțe cu cal. Pe lângă acestea locuitorii mai dețineau și 460 de vite mari cornute, 700 de oi, 40 de cai și 700 de râmători (porci). Avea o biserică deservită de un preot și doi cântăreți, iar bugetul comunei înregistra venituri în valoare de 3621 de Lei și cheltuieli de 1325 Lei. 
De asemenea în Marele Dicționar Geografic al Romaniei (vol. II) se mai găsesc informații despre existența unui lac ce se afla în administrarea comunei și purta numele localității. 
Dintr-un inventar de documente al Preturii Plășii Vânju Mare aflat în păstrarea și administrarea Arhivelor Naționale ale Romaniei, reiese faptul că în perioada 1802-1831 satul Cioroboreni făcea parte din Plasa Blahnița de Sus. Apoi, după înființarea Preturii Vânju Mare în anul 1831 va face parte până în 1864 din Plasa Blahnița iar mai apoi în perioada 1865-1892 va face parte tot din aceiași plasă din care făceau parte 21 de comune și 35 de sate. Între 1892-1908 se va forma Plasa Câmpul cu reședința în comuna Vânători, Cioroboreniul devine comună în Plasa Blahnița care în această perioadă va avea reședința în satul Flămanda. Între anii 1912-1925 va face parte tot din plasa Blahnița, ca mai apoi în perioada 1932-1950 să facă parte din Plasa Vânju Mare. 
În perioada 1925-1926 comuna Cioroboreni număra 1070 de locuitori,  tot aici exista o Bancă Populară cu numele de "Banca Populară Androcle Fotino", ce avea un capital de 33.000 Lei. În aceași perioadă, Anuarul SOCEC al României Mari îl menționează pe Jean Mihail ca fiind proprietarul moșiei Cioroboreni având o suprafață totală de 352 ha. 
După 1950 județele și plășile au fost desființate prin Legea nr. 5 din 6 septembrie 1950 de către autoritățile comuniste ale României postbelice și înlocuite cu regiuni și raioane organizate după model sovietic.  

## Legături externe
- Harta satului Cioroboreni
- Lahovari, G.I., Brătianu, C.I., Tocilescu, G. Marele Dicționar Geografic al Romîniei, vol. II, Stab. grafic J.V. Socecŭ, București, 1899.
- Marele Dicționar Geografic al României la www.archive.org
- http://arhivelenationale.ro/site/download/arhive_judetene/mehedinti/Pretura-plasii-Vanju-Mare-1948-1950.pdf
- http://distanta.ro/drobeta-turnu-severin/cioroboreni
- https://www.scribd.com/doc/207721432/Lista-Drumurilor-Judetene-Din-Romania
- „Comuna Cioroboreni în Anuarul Socec al României-mari”.  Biblioteca Congresului SUA. Accesat la 24 noiembrie 2017.
- Proprietățile familiei Mihail în Gorj: Bogății fabuloase și opere memorabile
- Câmpia Blahniței - Hartă